# Lotta greco-romana ai Giochi della XX Olimpiade - Pesi mosca
La competizione della categoria pesi mosca (fino a 52 kg) di lotta greco-romana dei Giochi della XX Olimpiade si è svolta dal 5 al 10 settembre 1972 al Wrestling-Judo Hall di Monaco di Baviera.

## Formato
Ad ogni incontro venivano assegnate le seguenti penalità:
| In caso di vittoria | In caso di vittoria     | In caso di pareggio | In caso di pareggio | In caso di sconfitta | In caso di sconfitta              |
| ------------------- | ----------------------- | ------------------- | ------------------- | -------------------- | --------------------------------- |
| 0                   | Per schienata, ritiro   | 2                   |                     | 3                    | Ai punti                          |
| 0,5                 | Per superiorità tecnica | 2,5                 | con passività       | 3,5                  | Per superiorità tecnica           |
| 1                   | Ai punti                | -                   | -                   | 4                    | Per schienata, ritiro, squalifica |

Con sei penalità o più il lottatore veniva eliminato. Quando rimanevano solo due o tre lottatori, si disputava un turno finale per determinare l'ordine delle medaglie.

## Risultati
| Legenda                                  | Legenda |
| ---------------------------------------- | ------- |
| Lottatore con 6 penalità o più Eliminato |         |

### 1º Turno
Si è disputato il 5 settembre
| Vincitore    | Pen. | Risultato | Sconfitto            | Pen. |
| ------------ | ---- | --------- | -------------------- | ---- |
| Kirov        | 0    | Schienata | Houryar              | 4    |
| Zeman        | 1    | Ai Punti  | Karmous              | 3    |
| Mönkh–Ochir  | 0    | Esentato  |                      |      |
| Huber        | 0    | Schienata | Martiniussen         | 4    |
| Stoiciu      | 4    | [ 1 ]     | Doncsecz             | 4    |
| Marinko      | 0    | Schienata | León                 | 4    |
| Tren         | 1    | Ai Punti  | Jiménez              | 3    |
| Ganotis      | 0    | Schienata | Duarte               | 4    |
| Konstantinov | 0,5  | Ai Punti  | Fattah Sayed Ibrahim | 3,5  |
| Hirayama     | 1    | Ai Punti  | Bognanni             | 3    |
| Michalik     | 1    | Ai Punti  | Ukkola               | 3    |

### 2º Turno
Si è disputato il 7 settembre
| Vincitore            | Pen. | Risultato  | Sconfitto    | Pen. |
| -------------------- | ---- | ---------- | ------------ | ---- |
| Zeman                | 2    | Ai Punti   | Houryar      | 7    |
| Kirov                | 0    | Schienata  | Karmous      | 7    |
| Mönkh–Ochir          | 0    | Schienata  | Martiniussen | 8    |
| Stoiciu              | 5    | Ai Punti   | Huber        | 3    |
| Doncsecz             | 4    | Schienata  | Marinko      | 4    |
| Jiménez              | 3    | Schienata  | León         | 8    |
| Tren                 | 3    | = Parità = | Ganotis      | 2    |
| Hirayama             | 1    | Schienata  | Duarte       | 8    |
| Bognanni             | 3    | Schienata  | Konstantinov | 4,5  |
| Michalik             | 1    | Esentato   |              |      |
| Ukkola               |      | Ritirato   |              |      |
| Fattah Sayed Ibrahim |      | Ritirato   |              |      |

### 3º Turno
Si è disputato il 8 settembre
| Vincitore | Pen. | Risultato | Sconfitto    | Pen. |
| --------- | ---- | --------- | ------------ | ---- |
| Kirov     | 1    | Ai Punti  | Michalik     | 4    |
| Zeman     | 2    | Schienata | Mönkh–Ochir  | 4    |
| Doncsecz  | 5    | Ai Punti  | Huber        | 6    |
| Marinko   | 4    | Schienata | Stoiciu      | 9    |
| Ganotis   | 2    | Schienata | Jiménez      | 7    |
| Bognanni  | 4    | Ai Punti  | Tren         | 6    |
| Hirayama  | 2    | Ai Punti  | Konstantinov | 7,5  |

### 4º Turno
Si è disputato il 9 settembre
| Vincitore | Pen. | Risultato | Sconfitto   | Pen. |
| --------- | ---- | --------- | ----------- | ---- |
| Michalik  | 5    | Ai Punti  | Zeman       | 5    |
| Kirov     | 1    | Schienata | Mönkh–Ochir | 8    |
| Doncsecz  | 5    | Schienata | Ganotis     | 6    |
| Hirayama  | 2    | Schienata | Marinko     | 8    |
| Bognanni  | 4    | Esentato  |             |      |

### 5º Turno
Si è disputato il 9 settembre
| Vincitore | Pen. | Risultato | Sconfitto | Pen. |
| --------- | ---- | --------- | --------- | ---- |
| Bognanni  | 5    | Ai Punti  | Michalik  | 8    |
| Kirov     | 2    | Ai Punti  | Zeman     | 8    |
| Hirayama  | 3    | Ai Punti  | Doncsecz  | 8    |

### Turno finale
Si è disputato il 9 settembre
| Vincitore | Pen. | Risultato | Sconfitto | Pen. |
| --------- | ---- | --------- | --------- | ---- |
| Hirayama  | 1    | [ 2 ]     | Bognanni  | 3    |
| Kirov     | 0    | Schienata | Bognanni  | 4    |
| Kirov     | 0    | Schienata | Hirayama  | 4    |

## Classifica finale
| Pos.    | Atleta                     | Nazione          |
| ------- | -------------------------- | ---------------- |
| Oro     | Petăr Kirov                | Bulgaria         |
| Argento | Koichiro Hirayama          | Giappone         |
| Bronzo  | Giuseppe Bognanni          | Italia           |
| 4       | József Doncsecz            | Ungheria         |
|         | Jan Michalik               | Polonia          |
|         | Miroslav Zeman             | Cecoslovacchia   |
| 7       | Vasilios Ganotis           | Grecia           |
| 8       | Jamsrangiin Mönkh–Ochir    | Mongolia         |
|         | Boško Marinko              | Jugoslavia       |
| 10      | Fritz Huber                | Germania Ovest   |
|         | Ahmet Tren                 | Turchia          |
| 12      | Enrique Jiménez            | Messico          |
| 13      | Vitalij Konstantinov       | Unione Sovietica |
| 14      | Gheorghe Stoiciu           | Romania          |
| 15      | Mahdi Houryar              | Iran             |
|         | Mohamed Karmous            | Marocco          |
| 17      | Trond Martiniussen         | Norvegia         |
|         | Javier León                | Perù             |
|         | Leonel Duarte              | Portogallo       |
| 20      | Pertti Ukkola              | Finlandia        |
| 21      | Abdel Fattah Sayed Ibrahim | Egitto           |